# Attentato del bus di Tel Aviv del 2012
L'attentato del bus di Tel Aviv del 2012 fu un attacco terroristico avvenuto il 21 novembre 2012 su un autobus affollato di civili nel centro del quartiere degli affari di Tel Aviv, in Israele. L'attentatoo fu compiuto da un israeliano arabo, che fece esplodere a distanza un ordigno esplosivo, che aveva nascosto in anticipo sull'autobus. Nell'attentato rimasero feriti 28 civili, di cui 3 gravemente. L'attentato venne effettuato l'ottavo e ultimo giorno dell'operazione Colonna di nuvola, solo poche ore prima del cessate il fuoco, e fu fortemente festeggiato nella Striscia di Gaza dagli altoparlanti di alcune moschee e da Hamas.
L'attentato fu il primo attacco terroristico di massa a Tel Aviv dall'attentato del ristorante di Tel Aviv del 2006, in cui 11 persone furono uccise e 70 ferite.